# Trotamundos de Carabobo
Les Trotamundos de Carabobo sont un club vénézuélien de basket-ball évoluant en Liga Profesional de Baloncesto, soit le plus haut niveau du championnat vénézuélien. Le club est basé dans la ville de Valencia.

## Palmarès
- Champion du Venezuela : 1986, 1987, 1988, 1989, 1994, 1999, 2002, 2006 et 2019

## Entraîneurs
- 2010-2011 :  Iván Déniz
- 2016 :  Rubén Magnano

## Joueurs célèbres ou marquants
- Richard Lugo
- Aaron Harper